# Martin Gensler

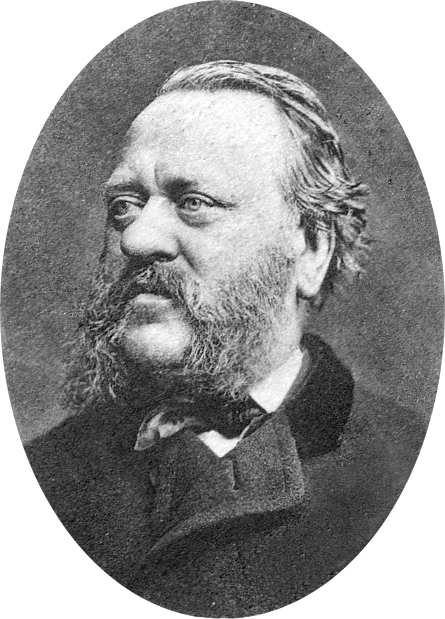
Martin Gensler (um 1880)

Martin Gensler, auch Johann Martin Gensler (* 9. Mai 1811 in Hamburg; † 15. Dezember 1881 ebenda), war ein deutscher Maler und Grafiker der Düsseldorfer Malerschule und Hamburger Schule sowie Buchillustrator mit einem Schwerpunkt Architekturmalerei.

## Leben und Wirken
Aus der am 12. Mai 1802 in Hamburg geschlossenen Ehe seines Vaters, eines Goldplätters und Goldspinners, mit der am 27. Oktober 1777 geborenen Anna Elisabeth Koch, die am 9. Dezember 1860 verstarb, entstammen auch seine älteren Brüder Günther und Johann Jacob.
Seiner Tätigkeit als angehender Goldschmied folgte die Zuwendung zur Malerei und die erhaltenen Werke belegen unter anderem einen Schwerpunkt auf die Architekturmalerei. Gensler studierte 1836 an der Kunstakademie Düsseldorf. Er wirkte neben seinen zwei Brüdern von Hamburg aus.
Alle drei Gensler-Brüder waren auch Mitglieder der Hamburger Turnerschaft von 1816.

### Klub Hamburgischer junger Künstler
Gensler war neben seinen beiden Brüdern am 17. September (eine andere Quelle benennt den 19. September) 1832 Mitbegründer des aus 15 Mitgliedern bestehenden Klub Hamburgischer junger Künstler, dem späteren Hamburger Künstlerverein von 1832, dem unter anderem der Bildhauer Otto Sigismund Runge, Otto Speckter, Carl Julius Milde, Adolph Friedrich Vollmer, Franz Heesche, bald darauf auch Hermann Kauffmann sowie die Architekten Alexis de Chateauneuf und Gottfried Semper angehörten. Die Satzung wurde 1837 neu gefasst. Der Verein verfolgte das Ziel der fachlichen Ausbildung der Künstler und verstand sich als Interessenvertretung. Außerdem sollte er dem Erfahrungsaustausch und der Geselligkeit dienen.

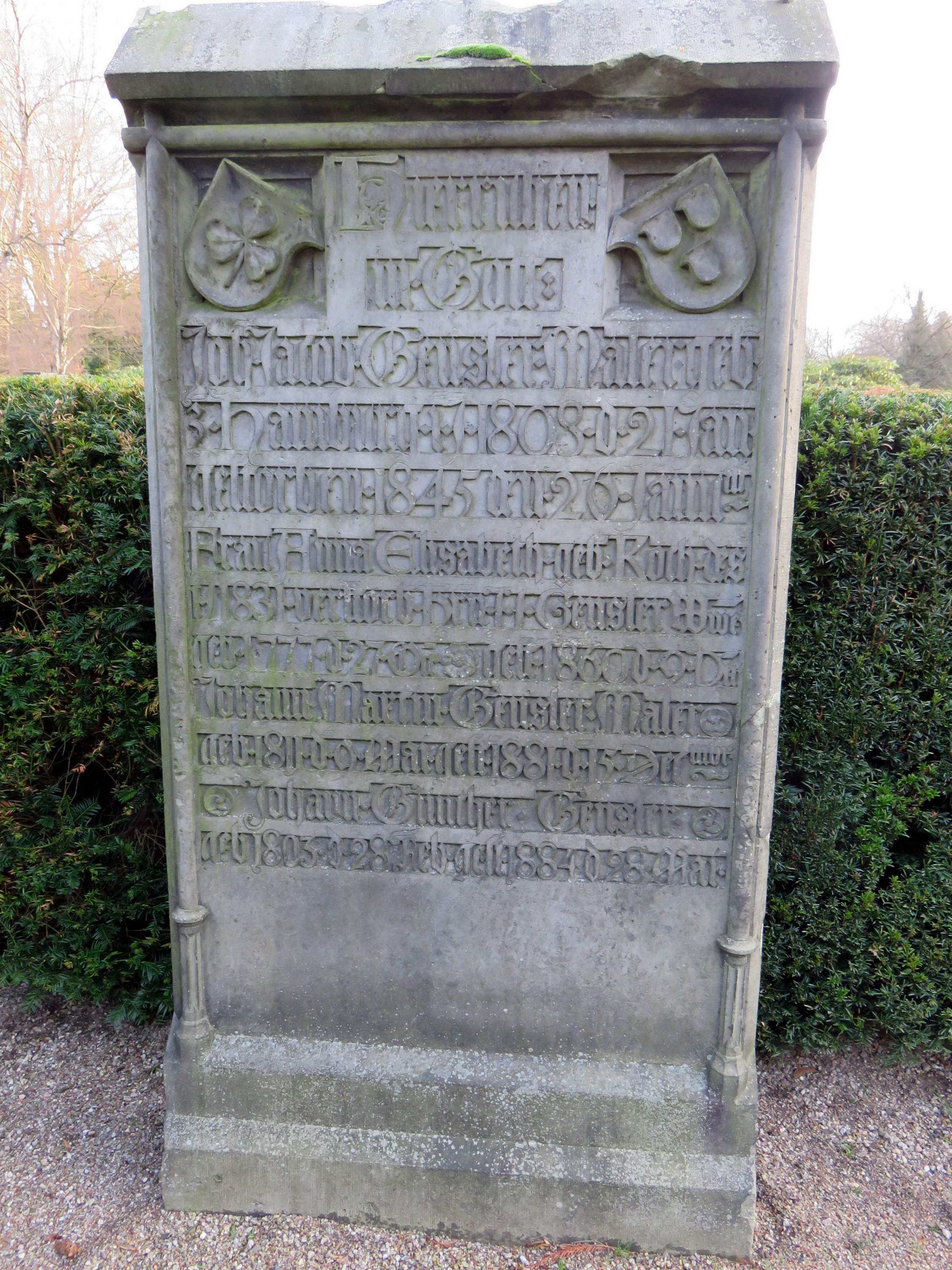
Gensler-Grabmal Freilichtmuseum Heckengarten auf dem Friedhof Ohlsdorf

Gefördert wurde die Vereinigung durch den Syndicus und Besitzer des Hammer Hofes, Karl Sieveking, der Auftragsarbeiten im Zusammenhang mit seinem Wohnhaus an den Künstlerkreis vergab. Sieveking war auch zeitweise Direktor des Kunstverein von 1817 in Hamburg gewesen und ermöglichte 1840 eine Kunstausstellung anlässlich des Besuchs des dänischen Königs Christian VIII. im Hammer Hof. Versammlungsorte waren, jahreszeitlich bedingt, das Sommerlokal Baumhaus am Hafen und, bis zum Hamburger Brand von 1842, der Ratsweinkeller im Eimbeckschen Haus. Seit 1847 diente das Patriotische Gebäude jahrzehntelang als Tagungsort. Otto Speckter und die Gebrüder Gensler galten zeitweise als „Seele“ des Vereins, in dem die Verdienste von Martin Gensler ihren Ausdruck fanden. 1844 stiftete der Verein ein Glasfenster für die evangelische Hauptkirche St. Petri in Hamburg. Ein bekanntes Mitglied war ab 1963 der Freilichtmaler Hans Wrage.

### Ehrungen
Im Grabmal-Freilichtmuseum Heckengarten auf dem Hamburger Friedhof Ohlsdorf befindet sich das (Familien-)Grabmal Johann Martin Genslers, darüber hinaus wird im Bereich des Ohlsdorfer Althamburgischen Gedächtnisfriedhofs auf dem Sammelgrabmal „Maler“ an ihn, seine Brüder Günther und Jakob sowie an weitere Hamburger Maler erinnert.
Nach den Brüdern Gensler ist die Genslerstraße im Hamburger Stadtteil Barmbek-Nord benannt.

## Werke

### Architekturzeichnungen
- Er entwarf die Gitter der Lübecker Marienkirche

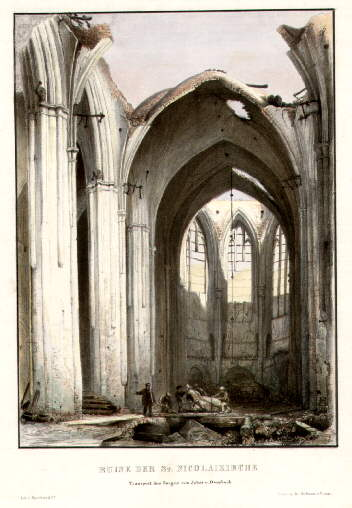
Ruine von St. Nikolai in Hamburg

Architekturzeichnungen St. Johanniskloster in Hamburg
- 1826: Eine Halle im St. Johanniskloster in Tuschlavierung ausgeführt
- 1828: Der Dachstuhl des St. Johanniskloster in Tuschlavierung ausgeführt
- 1828: Die Nordseite des St. Johannisklosters in Tuschlavierung auch mit dem Titel Johanniskloster von der Kleinen Alster aus[6] bekannt
- 1828: Die Ansicht des Johannisklosters vom Fleeth (Aquarell und 1831 vom Künstler radiert)
- 1828: Der inner Hof des St. Johanniskloster in Tuschlavierung ausgeführt
- 1829: Die Kirchenruine des St. Johanniskloster von Osten
- 1830: Die Kirchenruine des St. Johanniskloster von Süden
- 1837: Eine Halle des St. Johanniskloster

Architekturzeichnungen von St. Nikolai
- 1842: Ruine von St. Nikolai in Hamburg (nach dem Hamburger Brand)

Architekturzeichnungen Profanbauten
- 1830: Schützenhaus mit Steintorturm in Hamburg[7]

### Gemälde
Ölgemälde
- 1851: Wanderers Frage um Obdach[8]
- 1869: Der Brief

Aquarellstudien
- 1866: Blankeneser Fischerfrau

### Illustrationen
- 1844: Verlagsbuchhandlung Buddrus: Deutsche Dichtungen mit Randzeichnungen deutscher Künstler: Lieder und Bilder. Zweiter Band, Verlagsbuchhandlung Buddrus, S. 24., abgerufen am 15. Dezember 2013.

### Mappen
- Das St. Johanniskloster in Hamburg

## Veröffentlichungen
Gemeinsam mit Cipriano F. Gaedechens und Karl Koppmann beabsichtigte er ab 1881 ein Buch zu veröffentlichen.
Briefe
- Briefe von Otto Speckter[9]
- Briefe an Otto Speckter[10]

## Ausstellungen (Auswahl)
- 1999: Gensler: Drei Hamburger Maler, 6. August bis 8. November, Hamburger Kunsthalle
- 2019: Hamburger Schule – Das 19. Jahrhundert neu entdeckt, 12. April bis 14. Juli, Hamburger Kunsthalle